# دروازه (ساوه)
دروازه روستایی در دهستان بیات بخش نوبران شهرستان ساوه استان مرکزی ایران است.

## جمعیت
بر پایه سرشماری عمومی نفوس و مسکن در سال ۱۳۹۵ جمعیت این روستا ۷۰ نفر (۲۴خانوار) بوده‌است.